# Tales from Eternal Dusk
Tales from Eternal Dusk è il primo album in studio del gruppo musicale tedesco Dark Fortress, pubblicato nel 2001.

## Tracce
1. The Arcanum of the Cursed - 1:44
2. Pilgrim of the Nightly Spheres - 4:14
3. Twilight - 4:41
4. Apocalypse - 3:39
5. Dreaming... (Chapter I) - 4:17
6. Throne of Sombre Thoughts (Chapter II) - 5:07
7. Captured in Eternity's Eyes (Chapter III) - 4:18
8. Misanthropic Invocation - 5:49
9. Crimson Tears - 6:45
10. Tales from Eternal Dusk - 8:35
11. Moments of Mournful Splendour (At the Portal to Infinity) - 3:03